# Харик (Харикское муниципальное образование)
Харик — село в Куйтунском районе Иркутской области России. Административный центр Харикского сельского поселения.

## Топонимика
Название Харик, вероятно, происходит от бурятского хайр — коса, песчаная отмель, хайрик — песчаник, точильный песчаный камень. В районе населённого пункта расположены обнажения песчаников, протекающая рядом речка Харик имеет песчаное русло.

## География
Село находится на расстоянии 27 км к юго-востоку от рабочего посёлка Куйтун, административного центра района.

## История
В 1945—1949 годах село являлось административным центром Харикского района.

## Население
| 2002 | 2010 | 2011 | 2012 |
| ---- | ---- | ---- | ---- |
| 906  | ↘748 | ↘744 | ↘722 |

### Половой состав
По данным Всероссийской переписи, в 2010 году в селе проживало 748 человек (373 мужчины и 375 женщин).

## Улицы
| - ул. Молодёжная, - ул. Нагорная, - ул. Новая, | - ул. Озёрная, - ул. Октябрьская, - ул. Сибирская, | - ул. Солнечная, - ул. Трактовая, - ул. Юбилейная. |